# Vinemina bianquita
Vinemina bianquita là một loài bướm đêm trong họ Geometridae.